# 루트비히 폰 바이에른 왕자

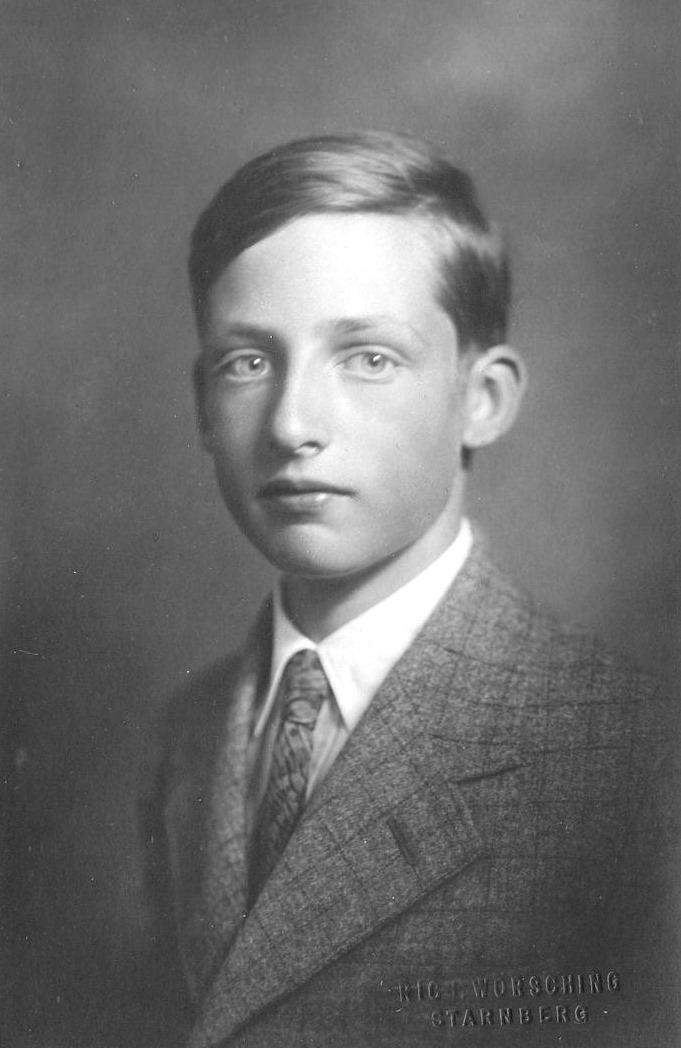
루트비히 폰 바이에른 왕자

바이에른 왕자 루트비히(Prince Ludwig of Bavaria, 1913년 6월 22일 ~ 2008년 10월 17일)는 바이에른 비텔스바흐 왕가의 일원이었다.